# بيل إيفرت
بيل إيفرت (بالإنجليزية: Bill Everett)‏ (18 مايو 1917 – 27 فبراير 1973) كان فنان وكاتب قصص مصورة أمريكي معروف بمشاركته في ابتكار شخصية ديردفيل لمارفل كومكس. وهو أيضًا سليل الشاعر الإنجليزي وليم بليك وريتشارد إيفرت مؤسس مدينة ديدام.

## روابط خارجية
- بيل إيفرت على موقع IMDb (الإنجليزية)
- بيل إيفرت على موقع الموسوعة البريطانية (الإنجليزية)
- بيل إيفرت على موقع قاعدة بيانات الفيلم (الإنجليزية)